# Tricellula inaequalis
Tricellula inaequalis är en svampart som beskrevs av Beverw. 1954. Tricellula inaequalis ingår i släktet Tricellula, divisionen sporsäcksvampar och riket svampar.   Inga underarter finns listade i Catalogue of Life.